# Apama I
Apama o Apama I (fl. IV secolo) è stata una regina persiana.

## Biografia
Apama proveniva dalla Sogdiana ed era forse figlia del satrapo Spitamene. 
Nel 324 a.C. sposò a Susa, nel corso dei matrimoni collettivi voluti da Alessandro Magno, Seleuco I Nicatore, il quale fu l'unico, tra i diadochi, a non ripudiare la moglie orientale dppo la morte del sovrano. Anzi, in segno di amore e devozione, Seleuco le dedicò la fondazione di numerose città chiamate Apamea.
Apama diede a Seleuco due figlie, Apama e Laodice, e due figli, Antioco, erede del trono seleucide, ed Acheo.
Morì prima del marito, che si risposò con Stratonice, figlia di Demetrio Poliorcete.